# Пресечно-Висоцько
Пресечно-Висоцько (хорв. Presečno Visočko) — населений пункт у Хорватії, у Вараждинській жупанії у складі громади Високо.

## Населення
Населення за даними перепису 2011 року становило 180 осіб.
Динаміка чисельності населення поселення:

## Клімат
Середня річна температура становить 10,01 °C, середня максимальна – 23,52 °C, а середня мінімальна – -5,66 °C. Середня річна кількість опадів – 897 мм.
| Клімат поселення                              | Клімат поселення | Клімат поселення | Клімат поселення | Клімат поселення | Клімат поселення | Клімат поселення | Клімат поселення | Клімат поселення | Клімат поселення | Клімат поселення | Клімат поселення | Клімат поселення | Клімат поселення |
| Показник                                      | Січ.             | Лют.             | Бер.             | Квіт.            | Трав.            | Черв.            | Лип.             | Серп.            | Вер.             | Жовт.            | Лист.            | Груд.            |                  |
| Середній максимум, °C                         | 5,56             | 7,25             | 11,49            | 15,61            | 20,47            | 23,52            | 23,12            | 22,67            | 18,76            | 13,82            | 8,28             | 4,41             |                  |
| Середня температура, °C                       | −0,04            | 1,65             | 5,88             | 9,99             | 14,87            | 17,91            | 19,58            | 19,14            | 15,22            | 10,28            | 4,75             | 0,87             |                  |
| Середній мінімум, °C                          | −5,66            | −3,95            | 0,27             | 4,40             | 9,26             | 12,31            | 16,05            | 15,61            | 11,70            | 6,75             | 1,23             | −2,66            |                  |
| Норма опадів, мм                              | 46               | 48               | 59               | 69               | 78               | 102              | 87               | 89               | 86               | 84               | 85               | 64               |                  |
| Середньомісячна швидкість вітру, м/с          | 2.06             | 2.28             | 2.63             | 2.56             | 2.42             | 2.14             | 2.09             | 1.91             | 1.95             | 2.04             | 2.15             | 2.14             |                  |
| Середньомісячна сонячна радіація, кДж/м²·день | 4061             | 6813             | 10546            | 14902            | 18979            | 20855            | 21599            | 18798            | 13887            | 8743             | 4578             | 3281             |                  |
| --------------------------------------------- | ---------------- | ---------------- | ---------------- | ---------------- | ---------------- | ---------------- | ---------------- | ---------------- | ---------------- | ---------------- | ---------------- | ---------------- | ---------------- |
| Джерело:                                      |                  |                  |                  |                  |                  |                  |                  |                  |                  |                  |                  |                  |                  |